# Plusiocampa boneti
Plusiocampa boneti är en urinsektsart som först beskrevs av Peter Wolfgang Wygodzinsky 1944.  Plusiocampa boneti ingår i släktet Plusiocampa och familjen Campodeidae. Inga underarter finns listade i Catalogue of Life.